# 保罗·科拉
保罗·科拉（法語：Paul Colas，1880年5月6日—1956年9月9日），法国男子射击运动员。他曾代表法国参加1908年、1912年、1920年和1924年夏季奥林匹克运动会射击比赛，共获得二枚金牌、一枚银牌和一枚铜牌。